# Англо-индийцы
Англо-индийцы — этническая группа смешанного происхождения, возникшая на Индийском субконтиненте в результате браков британских мужчин и индийских или азиатских женщин в период британского владычества в Индии (браки английских женщин с жителями колоний были чрезвычайно редкими). Данную этническую группу иногда называли «евразийцами», но этот термин расширительно применялся также и ко всем другим группам смешанного европейско-азиатского происхождения, включая англо-бирманцев.  Первоначально, в XIX веке и начале XX века, под англо-индийцами подразумевались только англичане, проживавшие или родившиеся в Индии. В современной трактовке к ним относят в основном лиц смешанного англо-индийского происхождения, а также и лиц европейского происхождения, уроженцев Индостана. Численность англо-индийцев в современной Индии оценивается в широком диапазоне от 300 тысяч до 1 миллиона человек, также значительное их число проживает в Великобритании и ряде других англоязычных государств.

## Происхождение группы

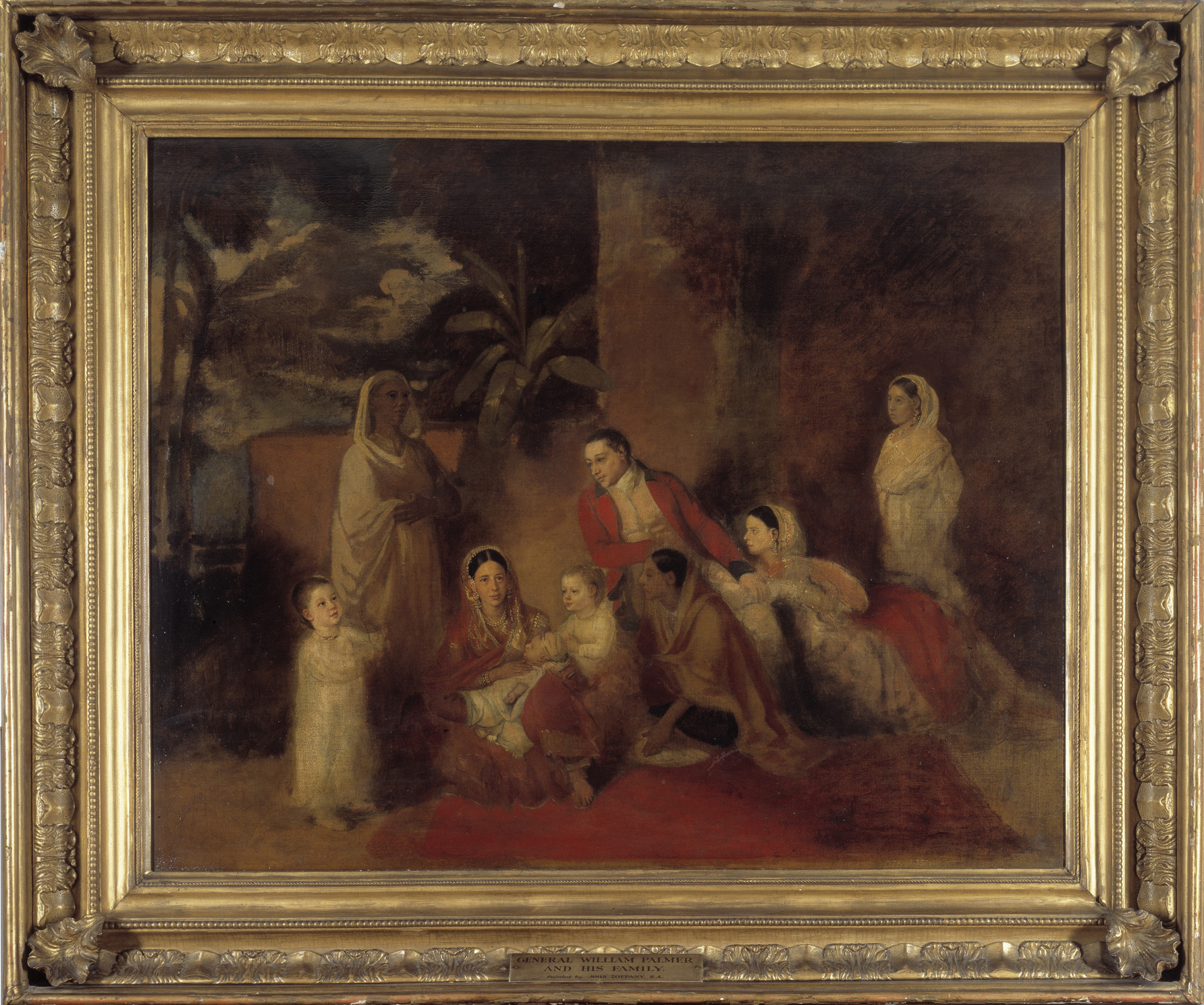
Майор Уильям Палмер со своей второй женой, могольской принцессой Биби (титул) Фаиз Бахш, около 1785.

В XVIII веке британская Ост-Индская компания вслед за ранее обосновавшимися здесь голландцами и португальцами стала поощрять браки своих служащих с местными женщинами. Вначале она даже выплачивала определенную сумму поощрения за каждого ребёнка, рожденного в этих смешанных браках.
Однако в конце XIX века после открытия судоходства через Суэцкий канал, сделавший путь из Европы намного короче, в Индию стали в большом количестве прибывать британские женщины, которые стали выходить замуж за проживавших там британских мужчин. Число смешанных браков особенно резко сократилось после Индийского народного восстания 1857—1859 годов. В этот период также был принят ряд дискриминационных законов против смешанных браков англичан с индийцами. В результате общественный статус потомков от таких браков сильно упал, и англо-индийцы стали группой, презираемой как чистокровными англичанами, так и местным населением. Многие индийцы начали презрительно называть их kutcha-butcha (наполовину испечённый хлеб). В этот период многие англо-индийцы работали служащими на железных дорогах и на телеграфе. Как правило, по вероисповеданию они являлись христианами (протестантами или католиками).
На протяжении следующих поколений англо-индийцы заключали браки в основном между собой, а также с другой аналогичной по происхождению группой — англо-бирманцами, формируя сообщество с собственной культурой, отличной как от британской, так и от индийской. Их кухня, одежда, речь (использование английского в качестве родного языка) и религия (христианство) — всё в дальнейшем отделяло их от коренного индийского населения. Ряд факторов способствовал развитию сильного чувства общности среди англо-индийской общины. Их англоязычная школьная система, англо-ориентированная культура и, в частности, христианская вера помогали связать их вместе.
Когда британцы в 1947 году покинули Индию после обретения ею независимости, число оставшихся там англо-индийцев оценивалось приблизительно в 300 тысяч.

## Современный статус в Индии
После провозглашения независимости Индии положение англо-индийцев сильно ухудшилось, поскольку многие индийские националисты относились к ним как к предателям и пособникам колонизаторов из-за их лояльного отношения к британскому правлению. Вследствие усилившейся дискриминации со стороны новых властей значительная часть англо-индийцев покинула Индию, в 1950-х и 1960-х годов в массовом порядке выехав в другие страны, в основном в государства-члены Британского Содружества — Канаду, Австралию, Новую Зеландию, а также свою «историческую родину», Великобританию. Из-за этого численность англо-индийской общины в Индии, на момент провозглашения независимости страны в 1947 насчитывавшая около двух миллионов человек, сократилась в несколько раз.
Тем не менее, несмотря на эмиграцию, в Индии остается значительная англо-индийская община, точная оценка численности которой по ряду причин затруднительна. Подобно общине парсов, англо-индийцы в основном проживают в городах. Больше всего англо-индийцев проживает в городах Калькутта, Дели, Кочин, Коллам, Мумбаи, Нейджеркойл ( Nagercoil ) в штате Тамилнад, Лакхнау, Хайдарабад, Секундерабад, Бангалор, Ченнаи.
В современной Индии экономическое положение англо-индийцев достаточно хорошее ввиду прекрасного владения английским языком, что дает им большое конкурентное преимущество на рынке труда в областях, связанных с международными деловыми контактами.
Ряд англо-индийцев достигли высших офицерских званий в индийских вооруженных силах. Англо-индиец Морис Баркер стал маршалом военно-воздушных сил Индии, вслед за ним этого звания были удостоены еще семь представителей этой общины. Воздушный маршал Малькольм Уоллен часто считается человеком, который выиграл войну с Пакистаном в 1971 году. Англо-индийцы также внесли заметный вклад в развитие индийской армии и военно-морского флота. Англо-индиец адмирал Оскар Стенли Доусон занял пост начальника морского генерального штаба Индии.

## Политический статус
Статья 366 (2) Конституции Индии определяет англо-индийцев следующим образом:
(2) англо-индийцем является лицо, чей отец или любой из других предков по мужской линии является или лицом европейского происхождения проживающим на территории Индии, или тот, кто был рожден в пределах её территории от родителей, постоянно проживающих там и не прописанных там только временно;
Оригинальный текст (англ.)(2) an Anglo Indian means a person whose father or any of whose other male progenitors in the male line is or was of European descent but who is domiciled within the territory of India and is or was born within such territory of parents habitually resident therein and not established there for temporary purposes only;

Англо-индийцы являются единственной общиной, имеющей своих представителей, номинированных в Лок Сабха (нижней палате) парламента в Индии. Такого права добился от Джавахарлала Неру Фрэнк Энтони, первый президент Всеиндийской англо-индийской ассоциации. Община в Лок Сабха представлена двумя депутатами. Причиной этому является тот факт, что англо-индийская община не имеет своего собственного штата, в отличие от других народов Индии, таких, как штаты Тамилнад, Бихар, Западная Бенгалия, Карнатака, Уттаракханд, Джаркханд и Керала, каждый из которых имеют номинированных представителей в своих соответствующих законодательных органах штатов.

## Известные деятели англо-индийского происхождения
Термин англо-индийцы может относиться как минимум к двум группам людей: лицам смешанного англо-индийского происхождения и  британцам, родившимся или проживающим в Индии . Последнее значение теперь в основном уходит в прошлое,  но из-за этого может возникнуть путаница.

### Англо-индийцы в первоначальном понимании (европейского происхождения)
- Пит Бест, британский музыкант и автор песен, барабанщик группы The Beatles c 1960 по 1962 годы
- Огастес де Морган, шотландский математик и логик; профессор математики в Университетском колледже Лондона (1828—1831, 1836—1866), первый президент (1866) Лондонского математического общества
- Рэй Дорсет, британский певец, гитарист, автор песен, наибольшую известность получивший как фронтмен Mungo Jerry
- Лоренс Даррелл (англ. Lawrence Durrell, 27 февраля 1912 — 7 ноября 1990) — английский писатель и поэт, старший брат писателя-анималиста Джеральда Даррелла
- Джеральд Даррелл (англ. Gerald Malcolm Durrell; 7.1.1925, Джамшедпур, Британская Индия — 30.1.1995, Сент-Хелиер, Джерси) — английский натуралист, писатель, основатель Джерсийского зоопарка и Фонда охраны дикой природы, которые сейчас носят его имя
- Редьярд Киплинг (англ. Joseph Rudyard Kipling — /ˈrʌdjərd ˈkɪplɪŋ/; 30 декабря 1865, Бомбей — 18 января 1936, Лондон) — английский писатель, поэт и новеллист
- Джоанна Ламли (англ. Joanna Lamond Lumley, род. 1.5.1946) — британская актриса и фотомодель.
- Джордж Оруэлл (англ. George Orwell, настоящее имя Эрик Артур Блэр, англ. Eric Arthur Blair; 25 июня 1903 — 21 января 1950) — британский писатель и публицист, известен как автор культового антиутопического романа «1984» и повести «Скотный двор», автор термина холодная война[11][12], получившего в дальнейшем широкое употребление
- Клифф Ричард (англ. Cliff Richard, настоящее имя Гарри Роджер Уэбб, англ. Harry Rodger Webb); 14 октября 1940, Лакхнау, Индия) — британский исполнитель популярной музыки, один из пионеров английского рок-н-ролла
- Фредерик Робертс, 1-й граф Робертс Кандагарский (англ. Frederick Sleigh Roberts, 1st Earl Roberts of Kandahar; 30.9.1832 — 14.11.1914) — выдающийся британский военачальник, фельдмаршал (1895), один из наиболее успешных военных деятелей Викторианской эпохи
- Уильям Теккерей (англ. William Makepeace Thackeray; 1811—1863) — английский писатель-сатирик, мастер реалистического романа

### Англо-индийцы в современном понимании (смешанного происхождения)
- Габриэль Анвар, британская актриса
- Лара Датта, индийская модель и актриса, посол Доброй Воли и Мисс Вселенная 2000 года[13]
- Роки Майкл Чопра, английский футболист, нападающий
- Анна Леонуэнс (26 ноября 1831 — 19 января 1915) — английская писательница, путешественница, педагог и общественный деятель
- Лесли Клаудиус, индийский спортсмен английского происхождения, хоккеист на траве, трёхкратный олимпийский чемпион 1948, 1952 и 1956 годов, серебряный призёр игр 1960 года
- Себастьян Коу, британский политический деятель и спортивный деятель, президент IAAF[14], рыцарь-командор ордена Британской империи
- Уи́льям Ге́нри Пратт, известный голливудский актер.
- Генри Дерозио, индийский поэт, мыслитель и общественный деятель.
- Наоми Скотт, британская актриса, певица и музыкант
- Энгельберт Хампердинк, британский эстрадный певец, широкая популярность которого пришлась на вторую половину 1960-х, 1970-е и 1980-е годы
- Гай Себастьян, австралийский певец
- Холли Джонсон, британский певец и музыкант, солист группы Frankie Goes to Hollywood
- Катрина Каиф, индийская актриса и модель
- Бен Кингсли, британский актёр индийского происхождения, лауреат премий «Оскар» и «Золотой глобус» в номинации лучшая мужская роль в фильме «Ганди» (1982)
- Вивьен Ли, английская актриса, обладательница двух премий «Оскар» за роли американских красавиц: Скарлетт О’Хара в «Унесённых ветром» (1939) и Бланш Дюбуа в «Трамвае „Желание“» (1951)
- Алистер Макгован, британский пародист, стенд-ап комик, певец, актёр и автор песен
- Рона Митра, британская актриса, модель и певица
- Мерл Оберон (англ. Merle Oberon, 19.2.1911 — 23.11.1979) — британская актриса, номинантка на премию «Оскар» в 1936 году
- Алан Сили, индийский писатель
- Мелани Сайкс, английская журналистка, телеведущая, актриса и фотомодель
- Айеша Такиа (10 апреля 1986, Мумбаи) — индийская актриса, снимается в основном в Болливуде
- Charli XCX (англ. Charlotte Emma Aitchison[15]; 2 августа 1992[16]) — британская певица и автор песен, выступающая под сценическим именем Charli XCX (Чарли Экс-си-экс)